# Frans G. Bengtsson
Frans Gunnar Bengtsson (Tossjö, Ängelholm, Skåne, Svédország, 1894. október 4. –  Ribbingsfors, Västergötland, Svédország, 1954. december 19.) svéd esszéista, költő, műfordító, regény- és életrajzíró, sakkozó.

## Élete

### Irodalmi munkássága
A Lundi Egyetemen 1920-ban bölcsész-diplomát kapott, majd 1930-ban ugyanitt bölcsészdoktori címet szerzett. Kezdetben verseket írt, első verseskötete 1923-ban jelent meg Tärningkast (Kockavetés) címmel.
1929-ben kiadta első történelmi esszé-kötetét, Írók és harcosok (Litteratörer och Militärer) címmel. Irodalmárok, katonák, kalandorok életművét dolgozta fel, egy-egy fejezetet írt Voltaire-ről, François Villonról, Walter Scottról, Joseph Conradról és Stonewall Jackson amerikai tábornokról. Az esszégyűjteményt rövidített változatát 1950-ben Nagy-Britanniában angol nyelven is kiadták (A Walk to an Ant Hill and Other Essays).
1932-ben adta ki XII. Károly svéd királyról írt életrajzát (Karl XII:s levnad), amelyet legjelentősebb művének tartanak. Megírásához sok korabeli dokumentumot dolgozott fel, gazdagon idézett a király körül szolgálatot teljesítő főtisztek és egyszerű katonák eredeti naplóiból, és a király életét kutató történészek és irodalmárok publikációiból is. Munkájában Bengtsson igen erősen támaszkodott Voltaire XII. Károlyról írt életrajzára, melyet az író-filozófus 1731-ben publikált, alig 13 évvel a nagy katonakirály halála (1718) után.
1939-ben feleségül vette Gerda Finemant, egy közös fiuk született, Joachim.
1941–45 között írta legnépszerűbb regényét, a Rőde Ormot, amely eredetileg két kötetben jelent meg. A regény Svédország után Németországban jelent meg, majd egész Európában sikerkönyv lett. Számos nyelvre lefordították, magyar változata 1957-ben egy kötetben jelent meg azonos címmel. (Újabb magyar kiadások „Vikingek” címen is megjelentek). Az i. sz. 1000 körül játszódó történet főhőse, Orm egy skånei viking gazdálkodó, harcos és kalóz. A regény 1. kötetében Orm néhány társával együtt, egy kalózportya során az andalúziai mórok fogságába esik, rabszolgából az emír testőrségének tagjává emelkedik. Fordulatos kalandok és kemény harcok után, a korabeli Nyugat-Európa nagyrészét bejárva, világlátott, gazdag emberként keveredik haza. A második kötetben Orm és társai bizánci szolgálatban, a varég (varjág) testőrség tagjaiként hasonlóan veszélyes vállalkozásokban vesznek részt Európa keleti vidékein.

### Sakkozói pályája
Írói munkássága mellett kiváló sakkozóként is működött. A kor egyik legerősebb svéd sakkjátékosai között tartották nyilván, a Skånei Sakkszövetség csapatának legjobb játékosai közé tartozott, a versenyeken az első táblákon játszott. Ha világossal játszott, leggyakrabban e2–e4 lépéssel nyitott, az ilyen partikat „igazi sakknak” nevezte.

## Emlékezete
1994-ben, születésének 100. évfordulóján a Svéd Királyi Posta emlékbélyeget adott ki Bengtsson arcképével.

## Főbb művei
Svéd nyelven
- Tärningkast, költemények, Stockholm, Bonnier kiadó, 1923.
- Legenden om Babel, költemények, Stockholm, Bonnier kiadó, 1925.
- Litteratörer och militärer, történelmi esszék, Stockholm, Bonnier kiadó, 1929.
- Silversköldarna och andra essayer, Stockholm, Bonnier kiadó, 1931.
- De långhåriga merovingerna och andra essayer, Stockholm, Bonnier kiadó, 1933.
- Karl XII:s levnad. (2 kötetben), Stockholm, Norstedt kiadó, 1935-1936.
  - 1. kötet: Till uttåget ur Sachsen, 1935.
  - 2. kötet: Från Altranstädt till Fredrikshall, 1936.
- Sällskap för en eremit, esszék, Stockholm, Bonnier kiadó, 1938.
- Röde Orm: sjöfarare i västerled: en berättelse från okristen tid,  Stockholm: Norstedt kiadó, 1941.
- Röde Orm: hemma och i österled, Stockholm: Norstedt kiadó, 1945.
- För nöjes skull, esszék, Stockholm: Norstedt kiadó, 1947.
- Den lustgård som jag minns, Stockholm: Norstedt kiadó, 1955.
- Samlade skrifter (Összegyűjtött írásai, 10 kötetben), 1950–55.

Magyar nyelven
- Frans G. Bengtsson. Rőde Orm. Történelmi regény., (Zrínyi Nyomda, 502-5802/1, borítóterv Csergezán Pál, 230 old. 7000 példány), első kiadás, ford.: Kreutzer Sándor:, Budapest: Zrínyi Honvéd Kiadó (1957)
- Frans G. Bengtsson. Vikingek I-II. (Rőde Orm), (Intreprinderea Poligrafica , borítóterv Gyárfás Gábor, 266+278 oldal) ford.: Kreutzer Sándor:, Kolozsvár: Dacia Könyvkiadó (1973)

## Filmváltozat
- A vikingek kincse (The Long Ships), 1964-es angol–jugoszláv kalandfilm Bengtsson Rőde Orm c. regényéből, rendezte Jack Cardiff, főszereplők Richard Widmark (Rolfe), Sidney Poitier (Al-Manszúr), Russ Tamblyn (Orm) és Rosanna Schiaffino (Aminah).[8][9]